# Joeri Verjans
Joeri Verjans (Geleen, 19 november 1988) is een Nederlands voormalig handbalspeler. Tijdens zijn spelerscarrière kwam hij uit voor onder andere BFC, E&O, Limburg Lions, Kreasa Houthalen en HC Eynatten.

## Biografie
Opgegroeid in Neerbeek, speelde Joeri Verjans al van jongs af aan handbal bij Blauw-Wit, dat later fuseerde met Caesar tot BFC. Bij BFC speelde Joeri Verjans in het eerste team in de Eredivisie. In 2008 vertrok Joeri Verjans naar E&O waar hij twee jaar gespeeld heeft. In 2010 keerde hij terug naar Limburg om voor Limburg Lions te spelen. Als hij in november 2014 zijn achillespees scheurt, moet hij vanaf de zijlijn toekijken hoe de Lions de tripel (BENE-League, Beker en Titel) pakte. Na dit seizoen vertrok Joeri Verjans naar Kreasa Houthalen. Na twee jaar bij Kreasa Houthalen te spelen en een jaar bij HC Eynatten besluit Verjans terug te keren naar BFC als afsluiting van zijn carrière.

## Privé
Joeri Verjans komt uit een ware handbalfamilie. Oom Peter Verjans speelde op hoog niveau handbal bij Blauw-Wit en coachte het eerste herenteam. Ook twee van neven van Joeri, Tim Mullens en Nicky Verjans, speelden op hoog niveau handbal bij onder andere BFC en het nationaal team.